# Vehículo comercial ligero

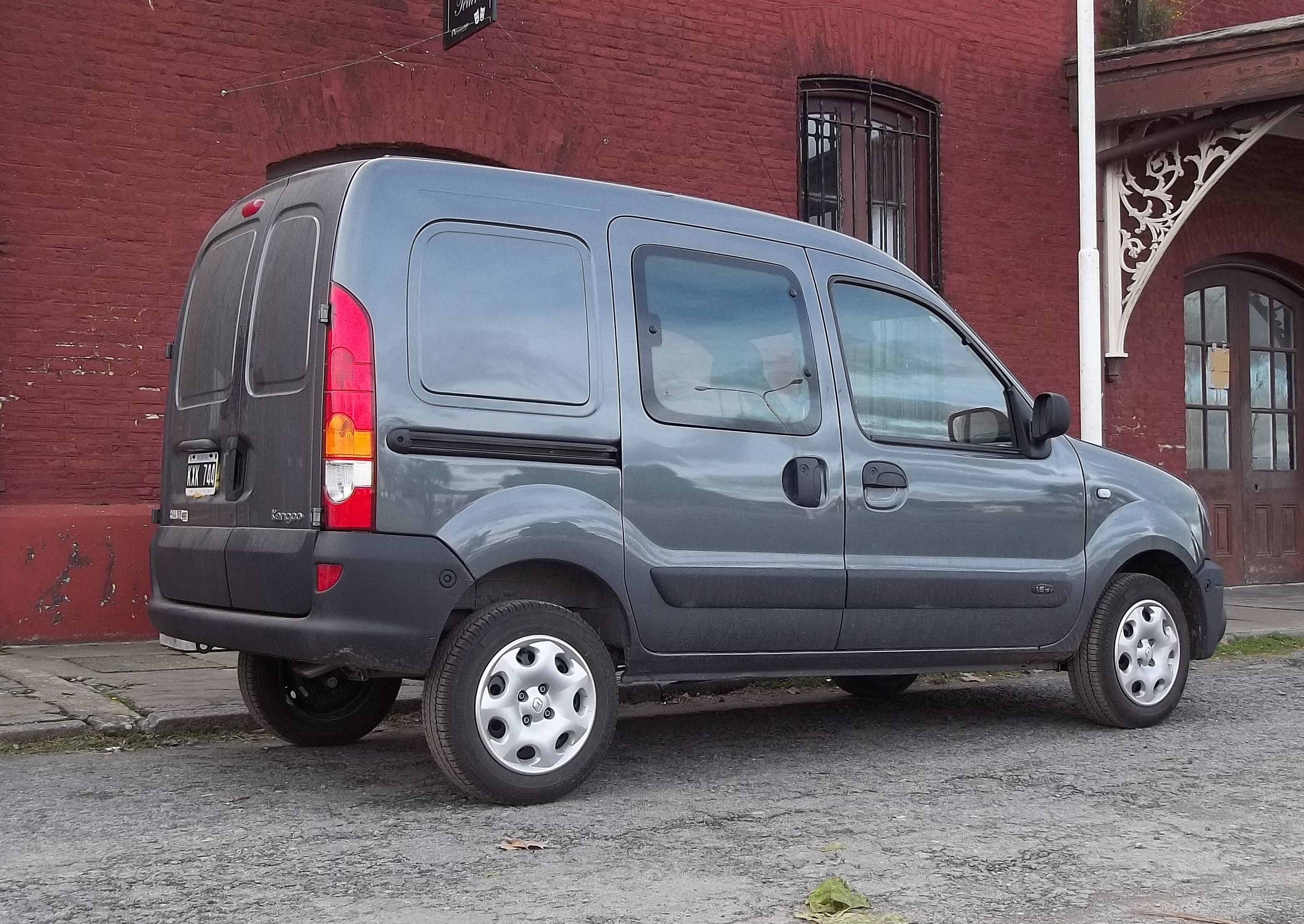
Renault Kangoo I.

Vehículo comercial ligero (en inglés Light commercial vehicle, abreviado LCV), o vehículo de la categoría N1, es el término formal utilizado en la Unión Europea para un vehículo de transporte de mercancías con un peso bruto vehicular (PBV) de carga máxima no superior a 3,5 toneladas. La categoría N1 se ha dividido en 3 clases: N1-I, N1-II en N1-III basadas en el peso.
Vehículo pesado de mercancías (Large goods vehicle, LGV) es el término oficial de la UE para un vehículo con un PBV de más de 3,5 toneladas. Los vehículos pesados pertenecen a las categorías M2, M3, N2 y N3, de acuerdo con el Reglamento (UE) 2018/858. 
La clasificación de vehículos comerciales ligeros incluye camionetas, furgonetas, y todos los vehículos que transportan mercancías o pasajeros. El concepto LCV fue creado como una camioneta compacta y por lo general está optimizado con una construcción resistente, tienen bajos costos de operación y motores eficientes, y para ser utilizados en las operaciones intra-urbanas.
Estos vehículos de distribución urbana juegan un papel fundamental para pequeñas, medianas y grandes empresas, que se benefician de su fácil manejo y capacidad de carga para brindar una atención en terreno a sus clientes. De ahí que muchos equipos de trabajo en el ámbito prefieran este tipo de unidades para resolver un problema técnico/comercial o transportar una determinada carga, producto o mercancía.

## Antecedentes

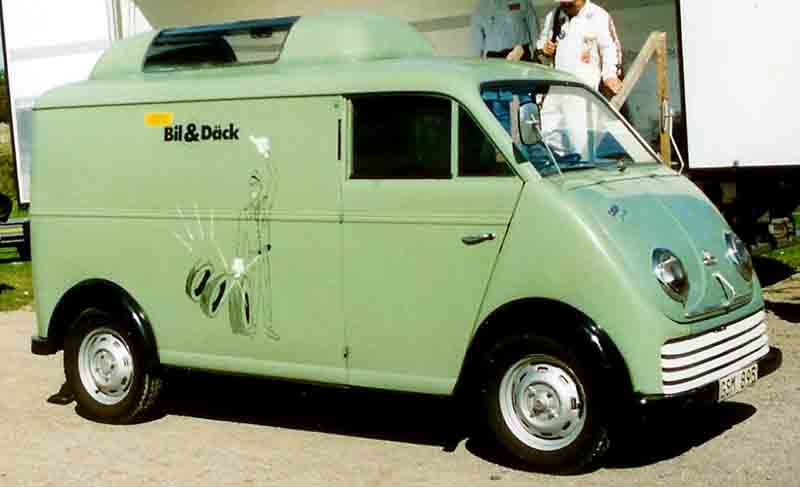
DKW F89 L (1949-1962).

En Europa los vehículos comerciales evolucionaron a partir de los vehículos de pasajeros. Comparten la misma configuración general (tracción delantera, motor delantero montado transversalmente, estructura monocasco), los mismos motores y los mismos sistemas de transmisión.

## Lista de vehículos comerciales ligeros
| - Chevrolet - Nissan - City Express - Tesla - Tesla Cybertruck - Citroën - Jumper - Jumpy - Berlingo - Nemo - Fiat - Ducato - Doblò - Scudo - Fiorino - Ford - Transit - Transit Connect - Ranger - GAZ - GAZelle - Hyundai - Starex - Intrall - Intrall Lubo | - Isuzu - Rodeo - Iveco - Daily - Lada - Niva Pickup - Maxus - V80 - EV80 - Mercedes-Benz - Sprinter - Vito - Viano - Vario - Mitsubishi - L200 - Nissan - NV200 - Interstar - Cabstar - Primastar - Opel - Vivaro - Movano - Combo | - Peugeot - Boxer - Partner - Expert - Bipper - Ram Trucks - Ram ProMaster - Ram ProMaster City - Renault - Trafic - Master - Maxity - Kangoo - Škoda - Praktik - Yeti - Toyota - Hiace - Volkswagen - Caddy - Transporter - Crafter - Volkswagen Amarok |

## Canales de venta
Los vehículos comerciales ligeros se venden a través de redes de concesionarios. Por lo general, un concesionario de automóviles tendrá una franquicia para la venta de automóviles de un fabricante y los vehículos comerciales ligeros se venden como una adición.
Las excepciones a estos son Mercedes-Benz, que dispone de una red dedicada de vehículos comerciales para los vehículos industriales pesados y ligeros, 
Volkswagen cuyos distribuidores concesionarios suelen tener centros independientes de furgonetas.
Vehículos comerciales Isuzu con clasificación de PBV de hasta 18 toneladas y el mercado de Iveco con su gama de camiones pesados y con su furgoneta Iveco Daily para complementar su gama.Los Tesla Cybertruck se venderán con un motor eléctrico, durante su presentación, el cybertruck montó el Tesla Cyberquad en cuyo momento se mostró el ATV cargado en la parte trasera del Cybertruck.